# 南奥索峰
南奥索峰（法語：Pic du Midi d'Ossau；法語發音：[pik dy midi dɔso]）位于法国西南部大西洋比利牛斯省境内的比利牛斯山奥索谷，靠近西班牙边境，属于比利牛斯國家公園的一部分，海拔2884米。